# Trudolubiwka (przystanek kolejowy)
Trudolubiwka (ukr. Трудолюбівка) – przystanek kolejowy pomiędzy miejscowościami Trudolubiwka i Cieląż, w rejonie czerwonogrodzkim, w obwodzie lwowskim, na Ukrainie. Leży na linii Lwów – Sapieżanka – Kowel.
Przystanek istniał przed II wojną światową. Nosił wówczas nazwę Cieląż. Do 1951 leżał w Polsce.